# Ernie, el pollo gigante
Ernie, el pollo gigante es un personaje avícola ficticio de la serie Padre de familia. Es un gallo antropomorfo de tamaño desproporcionado en comparación al de las aves de corral ya que mide casi lo mismo que una persona. En la serie actúa como némesis de Peter Griffin. Danny Smith le presta su voz desde la quinta temporada cuando empezó a tener voz.

## Papel principal enPadre de familia
Ernie es un ave de corral de tamaño humano que suele aparecer en varios episodios, normalmente interrumpiendo la trama y desencadenándose a continuación una larga pelea con Peter. En cada pelea, ambos recorren la ciudad causando daños personales y materiales por donde pasan. Cada escena es una parodia de las típicas películas de acción a las que se añaden explosiones dramáticas y combates similares a la película Die Hard.
La rivalidad entre este y Peter empezó en el episodio Da Boom a causa de un vale caducado que el ave le regaló a Peter. Tras una larga pelea, la contienda finaliza con la caída de ambos desde lo alto de un rascacielos causando aparentemente la muerte a Ernie hasta que este recupera el conocimiento. Aunque el argumento del episodio está fuera de la continuidad, la rivalidad entre ambos personajes ha sido un gag recurrente de la serie. En la cuarta temporada volvió a aparecer en el episodio Blind Ambition con misma suerte (pelea, posible muerte, recuperación). A partir de la quinta temporada en el episodio No Chris Left Behind empezó a hablar por primera vez con la voz del guionista de Padre de familia: Danny Smith, en este episodio se da a conocer su nombre: Ernie, el cual está casado con una gallina de mismo tamaño llamada Nicole. En este episodio, por primera vez se cuestionan el porqué de sus conflictos y decide dejar la rivalidad que tiene con Peter por el incidente del vale en una cena, sin embargo vuelven a pelearse, esta vez por quién paga el primero. Casualmente hizo una aparición en el episodio Meet the Quagmires en la escena del baile del club donde se encontraban Peter y Lois de 1984 donde Ernie tuvo el posible primer encuentro con Peter. Aun así y a pesar de la existente rivalidad entre ambos, no siempre se ha mostrado hostil frente a su némesis, en The Juice Is Loose hizo aparición junto a una turba con la intención de linchar a O.J. Simpson e incluso en Big Man on Hippocampus saluda amigablemente a Peter cuando este pasa por su jardín, sin embargo el ave empieza a sentirse ofendida cuando este pasa de largo (Peter perdió la memoria en aquel episodio) por lo que empieza a golpearle de manera que hace que recupere la memoria. En una escena posterior, Peter le comenta a Brian la suerte que tuvo de que le golpeara con un número impar de objetos. En New Kidney in Town se reveló que Ernie fue creado de manera accidental por el Dr. Hartman cuando este pretendía clonar una gallina normal.
También hizo aparición en el especial Star Wars: Something, Something, Something, Dark Side donde interpretó al cazarrecompensas, Boba Fett, némesis de Han Solo (personaje interpretado por Peter).

## Recepción
Ahsan Haque de IGN calificó las constantes peleas entre Peter y el ave de corral como una de las 10 mejores peleas en Padre de familia. También alabó la pelea extensa del episodio No Chris Left Behind de la que dijo fue: "entretenida y creativa, algo que Padre de familia necesita". Kevin Wong de PopMatters comentó la pelea del episodio Blind Ambition como "una secuencia animada de acción hasta el final: vehículos explotando y magulladuras entre ambos y otros sinsentidos."
Por el contrario, Brett Love de TV Squad encontró la escena de No Chris Left Behind demasiado larga: "solo hay 20 minutos por episodio, de los cuales una cuarta parte de ese tiempo estuvo dedicada a la pelea, es algo ridículo". La pelea de Blind Ambition también recibió críticas, estas por parte de Mike Drucker de IGN, que alegó: "la pelea del episodio fue divertida una vez, pero ya empieza a cansar".